# Bikapénz
A bikapénz a magyar úriszéki gyakorlat egy sajátos bírsága volt, melyet a házasságon kívüli nemi kapcsolatot létesítőktől szedtek.

## Rövid története
A középkorban tilalmazták és büntették a nemi ösztön házasságon kívüli kielégítését. A kánonjog befolyása alatt álló középkori jogalkotás a nemi bűncselekmények körét szélesen határozta meg, és a család védelmét szolgáló rendelkezéseken túl büntetőjogi szankcióval fenyegetett bármilyen házasságon kívüli szexuális magatartást, sőt a házasságon belüli szexuális szokások szabályozójának szerepében is fel kívánt lépni. Az évszázados büntetőjogi szigor csak a feudalizmus alkonyán kezdett enyhülni, nem is annyira a jogszabályok szövegében, mint inkább a büntető praxisban. A "paráznabírság" az úriszék egyik fő bevételi forrásának számított. Várpalotán 1573-ban évi 100 forintra becsülték ezt a jövedelmet, miközben a földesúri malom 134 forintot hozott! 
A 16–17. században a parázna legényeket és házas férfiakat következetesen pénzbírsággal sújtották; az úgynevezett bikapénz a pallosjogú földesúr jövedelmét gyarapította. A vétkes hajadonokat pedig – a pénzbüntetésen túl – leggyakrabban megkorbácsolták vagy megvesszőzték, míg ismétlődő bűnbeesésük – tehát a kéjelgés – büntetése akár halál is lehetett. Ehhez képest a 18–19. században valamelyest enyhült a felelősségre vonás szigorúsága. Inkább csak a paráznaság minősített eseteiben (az erőszak, a kényszer bizonyíthatóságakor, s az ismétlődést megtorolva) szabtak ki kemény büntetést, a bikapénz követelése pedig mind kevésbé volt jellemző. A megesett leányok és az elcsábításukban vétkesnek talált legények úriszéki felelősségre vonása ekkortájt már rendszerint a gyermektartásra kötelezéssel kapcsolódott össze. Ha utólag házasságot kötöttek, gyakran a büntetés kiszabásától is eltekintett az úriszék.